# Diagrama de objetos

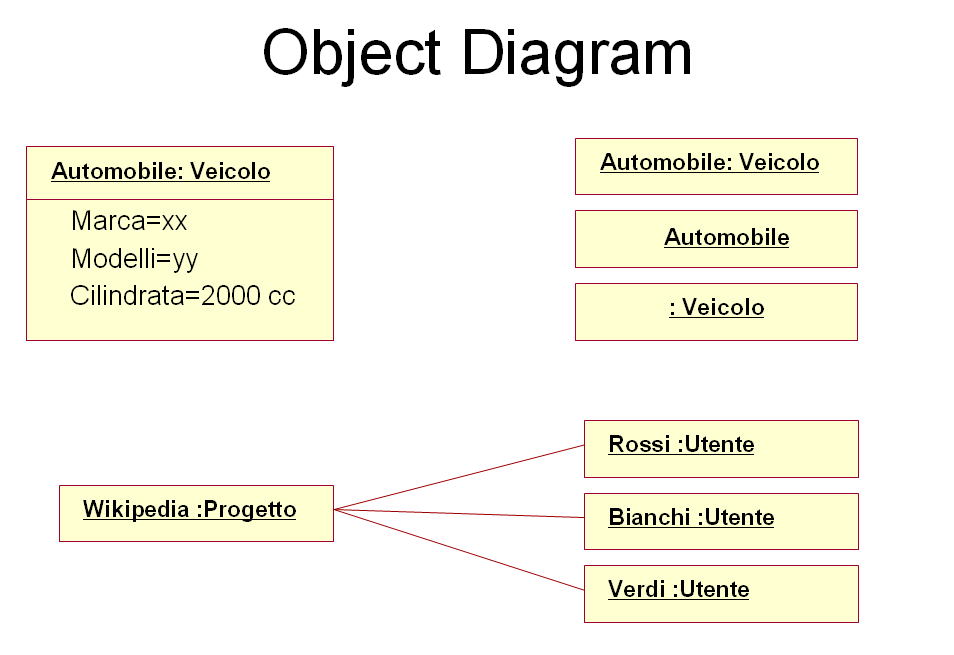
Ejemplo de un diagrama de objetos en UML.

En UML, diagrama que muestra una vista completa o parcial de los objetos de un sistema en un instante de ejecución específico.  

## Descripción Formal
El Object Management Group, en la especificación UML (versiones 2.1 y anteriores), definía al diagrama de objetos como:
"Un diagrama de objetos es un gráfico de instancias, incluyendo objetos y datos. Un diagrama de objetos es una instancia de un diagrama de clases; muestra una 'foto' del estado de un sistema en un punto de tiempo determinado."
Los diagramas de objeto están ligados a los diagramas de clase y comparten virtualmente los mismos símbolos para la notación. Los diagramas de objetos pertenecen a la categoría de diagramas estructurales en UML.

## Generación y Uso
Los diagramas de objetos se generan en las disciplinas de Arquitectura y diseño. Se utilizan para mostrar estructuras de datos y las interacciones que existen entre objetos en tiempo de ejecución.